# かたつむり (おぐまなみの曲)
「かたつむり」は、日本の女性アイドルであった奥真奈美が「おぐまなみ」の名義でリリースした楽曲。楽曲は秋元康により作詞、青野ゆかりにより作曲されている。2010年5月12日に奥のシングルとして日本クラウンから発売された。AKB48からは大堀めしべ、増田有華に続く史上3人目のソロシングル。
楽曲は、テレビアニメ『おじゃる丸』の第13シリーズエンディングテーマに起用された。キャッチコピーは「世紀のスーパーアイドル おぐまなみ デビュー!!」。初回限定特典としてチャンスカードが封入されている。ジャケットにはおじゃる丸とカズマが描かれている。歌詞は老若男女に愛される「世界に一つだけの花」にも似た心温まる内容になっている。
発売当初はおぐまなみが奥真奈美であることは伏せられていたが、8月8日に科学技術館の2階の「千代田ビデオ」にて開催された「おぐまなみ　お披露目の儀〜やんごとなきプリンセスデビュー記念〜 ファン感謝デー」にて素性が明かされた。
シングルの2曲目「芋虫ジョニー」は、エレキギターが活躍する「けれん」な内容になっている。

## シングル収録曲
| 全作詞: 秋元康、全作曲: 青野ゆかり 。 |                                                                          |           |            |                |      |
| #                                     | タイトル                                                                 | 作詞      | 作曲・編曲 | 編曲           | 時間 |
| 1.                                    | 「かたつむり」(テレビアニメ『おじゃる丸』第13シリーズエンディングテーマ) | 秋元康    | 青野ゆかり | 野中“まさ”雄一 | 4:07 |
| 2.                                    | 「芋虫ジョニー」                                                         | 秋元康    | 近田潔人   |                | 3:18 |
| 3.                                    | 「かたつむり（オリジナル・カラオケ）」                                   | 秋元康    | 青野ゆかり |                | 4:07 |
| 4.                                    | 「芋虫ジョニー（オリジナル・カラオケ）」                                 | 秋元康    | 青野ゆかり |                | 3:17 |
| 合計時間:                             | 合計時間:                                                                | 合計時間: | 14:49      |                |      |